# إريس آكر
إريس آكر (بالإنجليزية: Iris Acker)‏ هي مقدمة تلفزيونية وممثلة أمريكية، ولدت في 1930 في ذا برونكس في الولايات المتحدة، وتوفيت في 16 سبتمبر 2018 في أفينتجورا في الولايات المتحدة بسبب سرطان.

## وصلات خارجية
- إريس آكر على موقع IMDb (الإنجليزية)
- إريس آكر على موقع قاعدة بيانات الفيلم (الإنجليزية)